# Niccola Acciaiuoli
Niccola Acciaiuoli (segle xiii-mort després de 1299) va ser un polític i jutge de la República de Florència.
Eix de la nissaga nobles dels Acciauoli, fill de Guidalotto Acciaiuoli i d'una dona de la qual només es coneix el nom Ghisella. Era jutge de la comuna de Florència, i fou prior del «prioritat de les arts» (des de 1458 nomenat «priorat de les llibertats») el 1289, 1294 i 1298. El cronista Dino Compagni (±1246-1324) el descriu com un dels juristes que va contribuir a la propagació de la corrupció a les oficines municipals i se'n va treure molt profit. Dante al·ludeix indirectament a aquest episodi, revelador de la corrupció generalitzada a l'administració del municipi d'aleshores.
Es va casar amb Pera di Piera Manzuoli (?-1339) amb qui no va tenir fills. Fou el pare natural d'un Acciauoli. No se sap quin lligam de parentiu té amb el famós Niccolò Acciaiuoli (1310-1365), el fundador del monestir cartoixà de Florència.